# Terebripora falunica
Terebripora falunica är en mossdjursart som beskrevs av Fischer 1866. Terebripora falunica ingår i släktet Terebripora och familjen Terebriporidae. Inga underarter finns listade i Catalogue of Life.